# The Disappearance of Josef Mengele
The Disappearance of Josef Mengele (en alemán: Das Verschwinden des Josef Mengele) es una próxima película alemana de drama histórico dirigida por Kiril Serébrennikov. Es una adaptación de la novela homónima de Olivier Guez.
La película se estrenó mundialmente en la sección Estreno en Cannes del Festival Internacional de Cine de Cannes de 2025.

## Reparto
- August Diehl como Josef Mengele
- Max Bretschneider
- David Ruland
- Dana Herfurth
- Burghart Klaußner
- Rodrigo Costa Pereyra

## Producción

### Desarrollo
En octubre de 2022 se anunció que el director ruso Kiril Serébrennikov estaba planeando hacer una película basada en La disparition de Josef Mengele de Olivier Guez, con el actor alemán August Diehl interpretando el papel de Mengele. En 2023 la película estaba siendo producida por Charles Gillibert en CG Cinéma e Ilya Stewart en Hype Studio. Gillibert había llevado el proyecto a Stewart y el proyecto estuvo en desarrollo durante muchos años, ya que Stewart se encontraba bajo arresto domiciliario en Rusia. También participaron en la película Kinology con Felix von Boem en Lupa Films, Arte France Cinéma, Mélanie Biessy con Scala Films, Forma Pro Films y Cimarron coproduciendo la película con Piano.
En el reparto figuran Max Bretschneider, David Ruland, Dana Herfurth y Burghart Klaußner.

### Rodaje
La fotografía principal tuvo lugar en Uruguay y Letonia. Variety informó que el rodaje se completó en diciembre de 2024..